# Bains-de-l'Alliaz
Les Bains de l'Alliaz sont un ancien établissement thermal du canton de Vaud en Suisse.
Situés à cinq kilomètres de Blonay, sur la route des Pléiades et atteignables également depuis Montreux par le Vallon de Villard, ces thermes sont fondés en 1811, à proximité d'une source froide d'eau sulfureuse, mentionnée depuis le XVIe siècle. Ce serait l'apothicaire sédunois Caspar Ambühl (dit Collinus), un ami de Conrad Gessner, qui y ferait référence pour la première fois, dans une publication consacrée aux eaux thermales valaisannes de 1574.

## Histoire des Bains de l'Alliaz
- les hôtes des Bains, connaissances, amis et voyageurs célèbres

Le bâtiment actuel est construit en 1811 pour le colonel d'infanterie et député Jean François Antoine Blanchenay (1766-1841), l'un des partisans de l'indépendance du Pays de Vaud. Il y attire des hôtes de marque comme son ami Louis Secretan (1758-1839), le docteur Albrecht Rengger (1764-1835), le scientifique Henri Struve (1751-1826), Jean de Sismondi (1773-1842) ou encore Tadeusz Kosciuszko, héros et patriote polonais (1746-1817).

Les bains de l’Alliaz au-dessus de Vevey, aquatinte, dessin de Christian Gottlieb Théophile Steinlen, gravé par Bryner. Bibliothèque nationale suisse

### Les bains auXXesiècle
- Le rayonnement de l'auberge de l'Adieu aux armes

Entre janvier et mai 1922, Ernest Hemingway, résidant alors à la "Pension de la Forêt" de Chamby-sur-Montreux puis aux Avants, vient souvent s'y promener. Il offre une description de l'ambiance de son auberge dans son roman L'Adieu aux armes.
Charles Baudouin (1893-1963) et sa famille y séjournent également à partir de 1925, ainsi que l'écrivain Albert Cohen en 1929.
- Les années de guerre

L'établissement est exploité jusqu'à la Deuxième Guerre mondiale. Il est alors provisoirement transformé en logement pour internés et les bains accueillent des officiers soviétiques et italiens.
- Une Colonie de vacances et un lieu de création

À partir de 1948, les Bains de l'Alliaz changent plusieurs fois de propriétaires pour accueillir des colonies de vacances organisées par la Sécurité sociale de la ville de Paris en 1955, puis par les services sociaux du Comité d'entreprise de la Régie nationale des usines Renault, à Boulogne-Billancourt dès 1956 et jusqu'en 1962.
Le bâtiment devient habitation locative dès 1971. Le peintre, sculpteur et écrivain Jean Hirtzel y est établi à partir de 1977.

## La source
La première description avérée remonte à 1561. Kaspar Ambühl dit Collinus, apothicaire à Sion, signale à son ami Conrad Gessner dans une lettre en latin que "les galeux qui s’y baignent sont promptement guéris".
Les caractéristiques chimiques de l’eau seront analysées pour la première fois en 1812 par Albrecht Rengger et Henri Struve, puis par Ludwig-Rudolf de Fellenberg en 1847. Par sa composition, l’eau de l’Alliaz serait proche des sources d’eau sulfureuse du Gurnigel et de Stechelberg.
Une analyse du dépôt laissé dans le bassin de sa fontaine permit une observation ancienne de bactéries pourpres sulfureuses du genre Chromatium.